# Sragen (regentschap)
Sragen is een regentschap (kabupaten) in de Indonesische provincie Midden-Java op Java. In het regentschap wonen in 2010, 858.266 mensen op een oppervlakte van  
941,56 vierkante kilometer. De hoofdstad en zetel van de regering is de gelijknamige stad Sragen.

## Onderdistricten
Bij de volkstelling van 2010 werd het regentschap verdeeld in 20 onderdistricten (de kecamatan). In deze onderdistricten liggen 208 plaatsen die een administratieve eenheid zijn.
| Naam          | Opper vlakte in km2 | Inwoners Volks telling 2010 | Inwoners Volks telling 2020 | Aantal plaatsen Kelurahan /desa's | Post code   |
| ------------- | ------------------- | --------------------------- | --------------------------- | --------------------------------- | ----------- |
| Kalijambe     | 46,96               | 47.135                      | 52.619                      | 14                                | 57275       |
| Plupuh        | 48,36               | 42.394                      | 50.897                      | 16                                | 57283       |
| Masaran       | 44,04               | 69.319                      | 77.591                      | 13                                | 57282       |
| Kedawung      | 49,78               | 57.139                      | 65.812                      | 10                                | 57292       |
| Sambirejo     | 48,43               | 35.173                      | 40.716                      | 9                                 | 57293       |
| Gondang       | 41,17               | 41.454                      | 47.085                      | 9                                 | 57254       |
| Sambung Macan | 38,48               | 43.907                      | 48.466                      | 9                                 | 57253       |
| Ngrampal      | 34,40               | 36.867                      | 42.484                      | 8                                 | 57252       |
| Karangmalang  | 42,98               | 62.367                      | 73.120                      | 10                                | 57221-57222 |
| Sragen (town) | 27,27               | 66.660                      | 69.558                      | 8                                 | 57211-57216 |
| Sidoharjo     | 45,90               | 50.634                      | 57.768                      | 12                                | 57281       |
| Tanon         | 51,00               | 50.631                      | 58.590                      | 16                                | 57277       |
| Gemolong      | 40,23               | 45.365                      | 51.981                      | 14                                | 57274       |
| Miri          | 53,81               | 31.994                      | 36.597                      | 10                                | 57276       |
| Sumberlawang  | 75,16               | 43.525                      | 50.032                      | 11                                | 57272       |
| Mondokan      | 49,36               | 33.350                      | 38.981                      | 9                                 | 57271       |
| Sukodono      | 45,55               | 29.108                      | 33.370                      | 9                                 | 57263       |
| Gesi          | 39,58               | 19.558                      | 22.760                      | 7                                 | 57262       |
| Tangen        | 55,13               | 25.591                      | 29.117                      | 7                                 | 57261       |
| Jenar         | 63,96               | 26.100                      | 29.407                      | 7                                 | 57256       |
| Totaal        | 941,56              | 858.266                     | 976.951                     | 208                               |             |

Gemolong · Gesi · Gondang · Jenar · Kalijambe · Karangmalang · Kedawung · Masaran · Miri · Mondokan · Ngrampal · Plupuh · Sambirejo · Sambung Macan · Sidoharjo · Sragen · Sukodono · Sumberlawang · Tangen · Tanon
Stadsgemeenten: Magelang · Surakarta · Salatiga · Semarang · Pekalongan · Tegal

Regentschappen: Banjarnegara · Banyumas · Batang · Blora · Boyolali · Brebes · Cilacap · Demak · Grobogan · Japara · Karanganyar · Kebumen · Kendal · Klaten · Kudus · Magelang · Pati · Pekalongan · Pemalang · Purbalingga · Purworejo · Rembang · Semarang · Sragen · Sukoharjo · Tegal · Temanggung · Wonogiri · Wonosobo
- Library of Congress Control Number: n83165469
- MusicBrainz: d20e869e-ff39-497c-b030-1c87f3baac04
- Nationale Bibliotheek van Israël: 987007559833305171
- Virtual International Authority File: 148469944
- WorldCat: E39PBJqQv4g9vgmvrT9r4DHjYP